# Domingos de Sousa Coutinho
Domingos António de Sousa Coutinho, 4. Marquês do Funchal (* 19. Oktober 1896 in Lissabon; † 29. September 1984 ebenda) war ein portugiesischer Springreiter und Adeliger.

## Karriere
Domingos de Sousa nahm an den Olympischen Sommerspielen 1936 in Berlin mit seinem Pferd Merle Blanc teil. Während er im Einzelwettkampf den 16. Platz belegte, konnte er im Mannschaftswettbewerb mit José Beltrão und Luís Silva die Bronzemedaille gewinnen.